# Amesbury (Massachusetts)
Amesbury é uma cidade localizada no condado de Essex no estado estadounidense de Massachusetts. No Censo de 2010 tinha uma população de 16.283 habitantes e uma densidade populacional de 458,06 pessoas por km².

## Geografia
Amesbury encontra-se localizada nas coordenadas 42° 51′ 05″ N, 70° 57′ 21″ O. Segundo o Departamento do Censo dos Estados Unidos, Amesbury tem uma superfície total de 35.55 km², da qual 31.76 km² correspondem a terra firme e (10.65%) 3.79 km² é água.

## Demografia
Segundo o censo de 2010, tinha 16.283 pessoas residindo em Amesbury. A densidade de população era de 458,06 hab./km². Dos 16.283 habitantes, Amesbury estava composto por 96.35% brancos,  0.74% eram afroamericanos,  0.23% eram amerindios,  0.65% eram asiáticos,  0.04% eram insulares do Pacífico,  0.57% eram de outras raças e 1.43% pertenciam a dois ou mais raças. Do total da população  1.9% eram hispanos ou latinos de qualquer raça.